# Llengua nicola
El nicola és una llengua atabascana extinta que anteriorment es parlava als països de Similkameen i nicola de la Colúmbia Britànica pel grup conegut pels lingüistes i etnògrafs com el poble nicola, tot i que aquest nom en l'ús modern es refereix a una aliança de bandes salishan de l'interior que viuen a la mateixa zona. No se sap gairebé res de la llengua, excepte unes poques paraules. El material disponible publicat per Franz Boas només requeria tres pàgines. Es desconeix com es deien els Nicola a si mateixos i la seva llengua. Els indígenes Thompson, de parla salishan, que els van absorbir (en part, l'actual poble Nicola) s'hi referien com els [stuwix] "els desconeguts".
Se sap tan poc d'aquesta llengua que, més enllà del fet que sigui atabascana, no es pot classificar. Alguns lingüistes han suggerit que és simplement un dialecte desplaçat del chilcotin, però les proves són massa escasses per permetre una decisió.